# Yellow Submarine
Yellow Submarine — одинадцятий студійний альбом британського гурту The Beatles, виданий 1969 року. Альбом є звуковою доріжкою до однойменного мультиплікаційного фільму. Перша сторона представляє пісні, записані ансамблем в 1966–1968 рр. (дві пісні — «Yellow Submarine» і «All You Need Is Love» — на той час були хіт-синглами) і первісно не планувалися для використання як звукові доріжки. Друга сторона записана, без участі The Beatles, естрадно-симфонічним оркестром під керуванням Джорджа Мартіна, який написав інструментальні композиції спеціально для. Цей та найкращі альбоми були написані під наркотичними речовинами.
Альбом з'явився у продажу в США — 13 січня, у Великій Британії — 17 січня 1969 року.

## Список композицій
- Всі пісні написано Джоном Ленноном і Полом Маккартні, крім спеціально позначених.

### Перша сторона
1. «Yellow Submarine»
2. «Only a Northern Song» (Джордж Харрісон)
3. «All Together Now»
4. «Hey Bulldog»
5. «It's All Too Much» (Джордж Харрісон)
6. «All You Need Is Love»

### Друга сторона
1. «Pepperland» (Джордж Мартін)
2. «Sea of Time» (Джордж Мартін)
3. «Sea of Holes» (Джордж Мартін)
4. «Sea of Monsters» (Джордж Мартін)
5. «March of the Meanies» (Джордж Мартін)
6. «Pepperland Laid Waste» (Джордж Мартін)
7. «Yellow Submarine in Pepperland»